# Équipe de Nouvelle-Zélande masculine de volley-ball
Cet article traite de l'équipe masculine. Pour l'équipe féminine, voir Équipe de Nouvelle-Zélande féminine de volley-ball.
 (août 2022).
L'équipe de Nouvelle-Zélande masculine de volley-ball est une équipe évoluant principalement dans le championnat d'Asie et d'Océanie de volley-ball, n'ayant jamais été qualifiée pour des compétitions mondiales.

## Sélection actuelle
Sélection pour le tournoi de qualification au Championnat du monde de volley-ball masculin 2010 à Wellington Nouvelle-Zélande.

Entraîneur : Tony Barnett ; entraîneur-adjoint : Nico Ngwun

## Palmarès et parcours

### Parcours

#### Jeux Olympiques
| - 1964 : non qualifiée - 1968 : non qualifiée - 1972 : non qualifiée - 1976 : non qualifiée - 1980 : non qualifiée - 1984 : non qualifiée - 1988 : non qualifiée - 1992 : non qualifiée - 1996 : non qualifiée - 2000 : non qualifiée | - 2004 :non qualifiée - 2008 : non qualifiée - 2012 : |

#### Championnats du monde
| - 1949 : non qualifiée - 1952 : non qualifiée - 1956 : non qualifiée - 1960 : non qualifiée - 1962 : non qualifiée - 1966 : non qualifiée - 1970 : non qualifiée - 1974 : non qualifiée - 1978 : non qualifiée - 1982 : non qualifiée | - 1986 : non qualifiée - 1990 : non qualifiée - 1994 : non qualifiée - 1998 : non qualifiée - 2002 : non qualifiée - 2006 : non qualifiée - 2010 : |

#### Championnat d'Asie et d'Océanie de volley-ball masculin
| - 1975 : 7e - 1979 : 11e - 1983 : 8e - 1987 : 8e - 1989 : 12e - 1991 : 12e - 1993 : 11e - 1995 : 12e - 1997 : non qualifiée - 1999 : non qualifiée | - 2001 : non qualifiée - 2003 : 14e - 2005 : 15e - 2007 : non qualifiée - 2009 : non qualifiée |

#### Ligue mondiale
| - 1990 : non qualifié - 1991 : non qualifié - 1992 : non qualifié - 1993 : non qualifié - 1994 : non qualifié - 1995 : non qualifié - 1996 : non qualifié - 1997 : non qualifié - 1998 : non qualifié - 1999 : non qualifié | - 2000 : non qualifié - 2001 : non qualifié - 2002 : non qualifié - 2003 : non qualifié - 2004 : non qualifié - 2005 : non qualifié - 2006 : non qualifié - 2007 : non qualifié - 2008 : non qualifié - 2009 : non qualifié |

#### Coupe du monde
| - 1965 : non qualifié - 1969 : non qualifié - 1977 : non qualifié - 1981 : non qualifié - 1985 : non qualifié - 1989 : non qualifié - 1991 : non qualifié - 1995 : non qualifié - 1999 : non qualifié - 2003 : non qualifié - 2007 : non qualifié |